# توشوجی
توشو-جی (به ژاپنی: 東勝寺 Tōshō-ji)، بوداجین یا معبد خانوادگی خاندان هوجو در کاماکورا، کاناگاوا در طی دوره کاماکورا بود.